# Homme de Tollund
L'Homme de Tollund est le cadavre naturellement momifié d'un homme mort entre 405 et 384 av. J.-C., découvert en 1950 dans la tourbière de Tollund, dans la région du Jutland central, au Danemark.

## Description
L'Homme de Tollund est un cadavre naturellement momifié trouvé le 8 mai 1950 dans la tourbière de Tollund, dans la municipalité de Silkeborg, au Danemark. Son parfait état de conservation a tout d'abord fait croire à une mise à mort récente, car le corps avait encore au cou la corde avec laquelle il avait été pendu. Il était alors âgé de 35 à 40 ans.
Il a pu être néanmoins déterminé, grâce à l'analyse de pollens puis par une datation au carbone 14, que l'Homme de Tollund avait vécu à la fin du Ve siècle av. J.-C. (vers -410). Il appartenait vraisemblablement à un peuple germanique. Les doigts de l'homme étaient intacts et suggèrent qu'il ne pratiquait pas de travail manuel et qu'il occupait un haut rang social.
En 2021, des analyses de son intestin ont montré que son dernier repas était un porridge constitué d'orge, de Persicaria lapathifolia, de lin et de quelques autres graines. Si l'orge est un élément commun de l'alimentation de cette époque, les autres graines pourraient suggérer un repas spécial, peut-être lié à un rituel.

## Analyse
La corde de cuir qu'il avait autour du cou ainsi que d'autres détails, comme la présence dans son estomac de céréales et d'herbes putréfiées pouvant indiquer une forme primitive de sédation, laissent supposer qu'il serait mort à la suite d'un jugement.

## Interprétation
La présence de cet homme, avec de nombreux autres cadavres, de femmes, d’hommes et d’animaux, trouvés dans les tourbières environnantes, a poussé de nombreux chercheurs à s'interroger. Certains évoquent un culte sacrificiel dédié aux dieux de la fertilité / fécondité, tandis qu'une étude, menée en Irlande à partir de 2003 (National Museum of Ireland's Bog bodies Research Project) sur le même type de cadavres, a proposé de voir dans ces morts la trace de rituels de royauté. Les morts étaient en présence d'objets, semble-t-il, utilisés à l'occasion de l'intronisation d'un nouveau roi et les corps auraient été déposés dans des zones marquant la frontière du domaine royal. L'historien romain Tacite évoque les sacrifices humains pratiqués lors de la cérémonie du renouveau printanier, les associant à des motivations religieuses.

## Conservation
Les restes de l'Homme de Tollund sont conservés au musée de Silkeborg, dans le Jutland central.

## Galerie

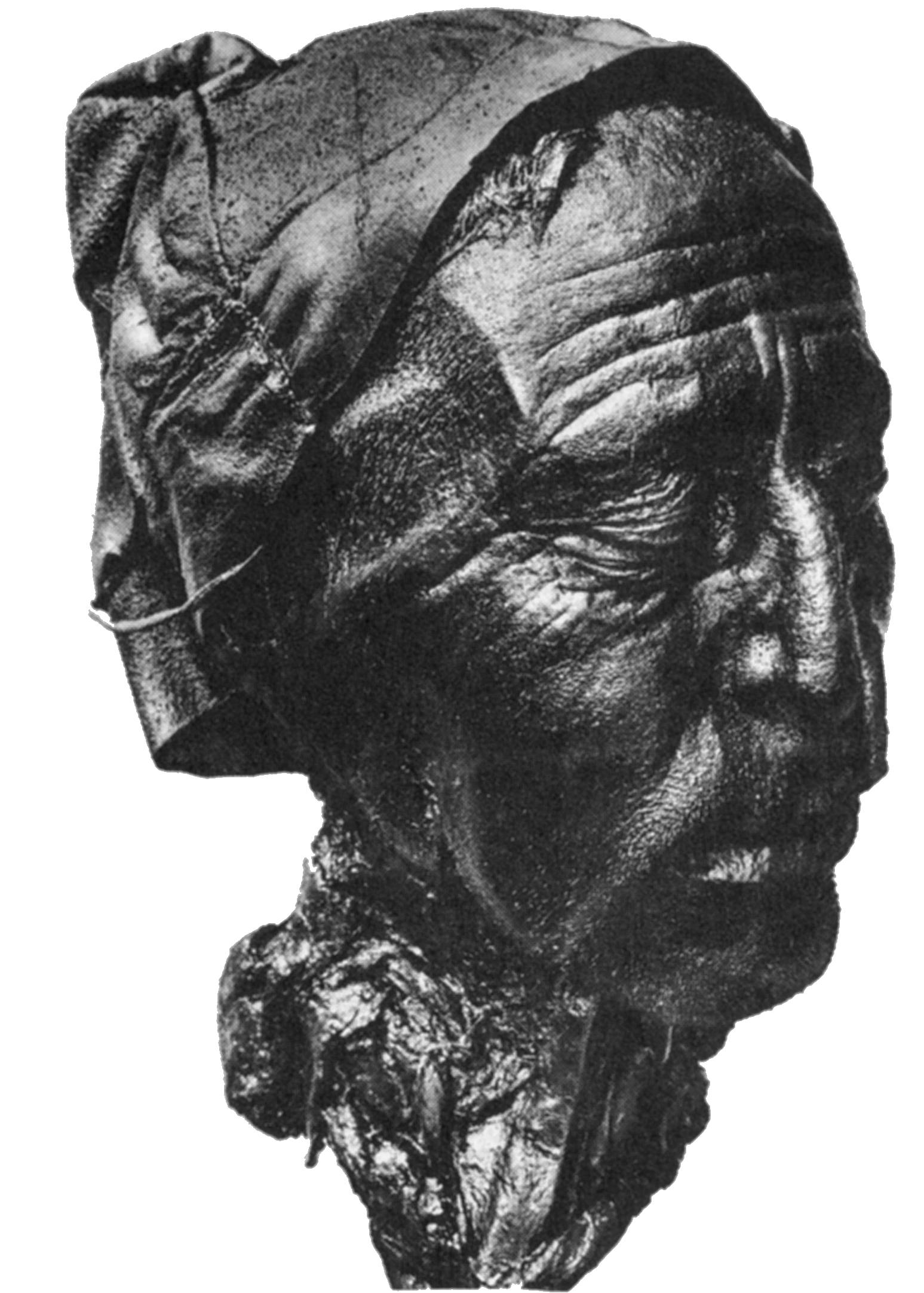
Visage de l'Homme de Tollund
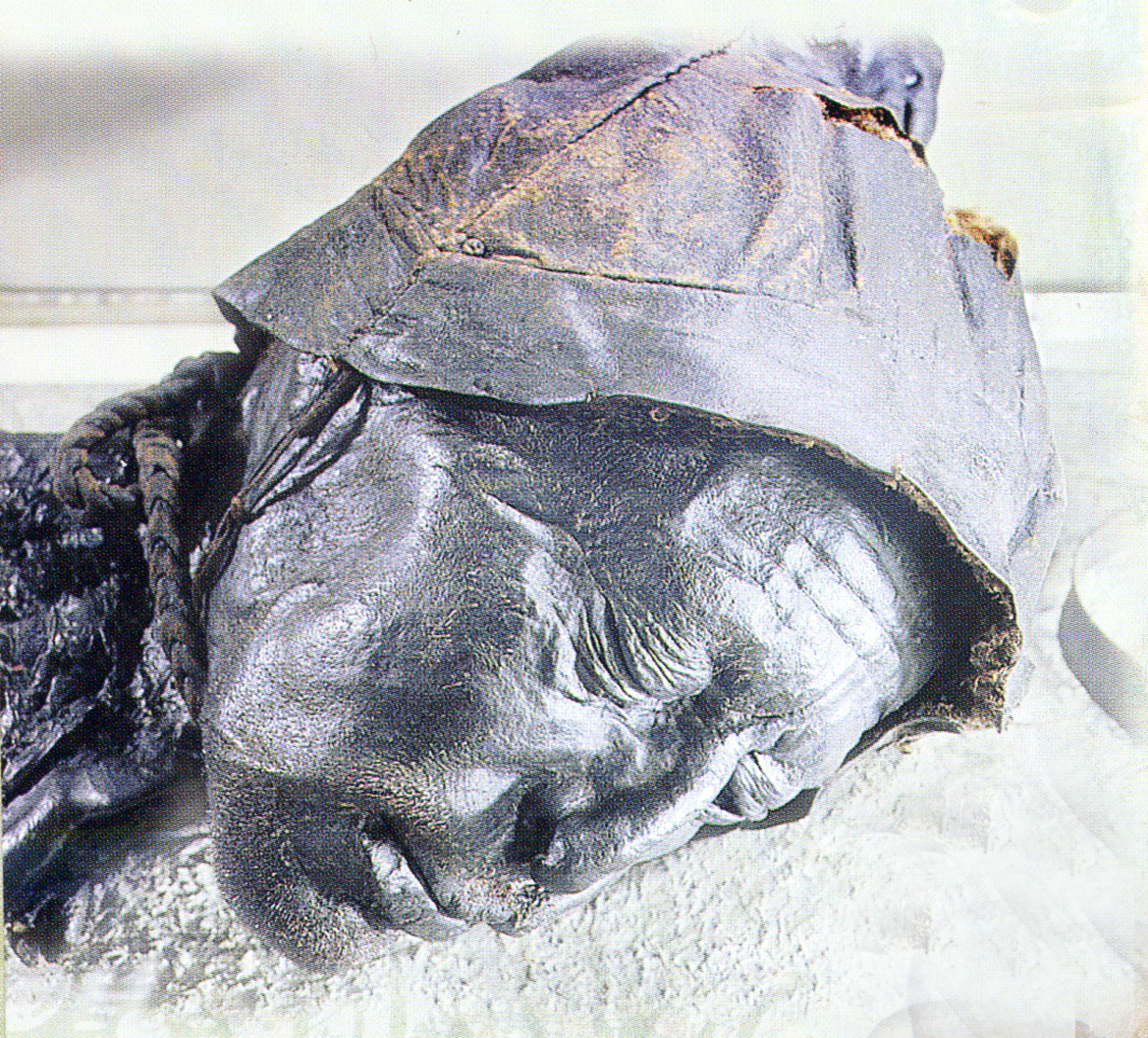
Autre vue du visage de l'Homme de Tollund
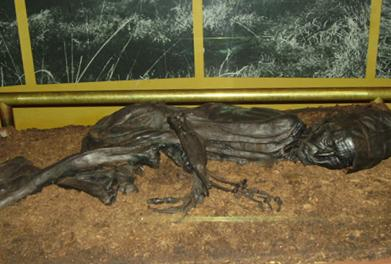
L'Homme de Tollund conservé au musée de Silkeborg